# DmC: Devil May Cry
DmC: Devil May Cry ([DmC: デビル メイ クライ] Erro: {{japonês}}: o texto tem marcação itálica (ajuda), Debiru Mei Kurai Faibu) é um jogo eletrônico do gênero ação-aventura e hack and slash, desenvolvido pela Ninja Theory e publicado pela Capcom. O jogo é um reboot servindo como um reinicio da série Devil May Cry, e o primeiro que não foi produzido diretamente pela Capcom, em vez disso, a produção foi tratada pelo estúdio inglês Ninja Theory, enquanto as filiais japonesas e americanas da Capcom supervisionaram a produção criativa e logística do jogo. O jogo foi lançado em 15 de janeiro de 2013 para PlayStation 3 e Xbox 360, e em 25 de janeiro de 2013 para Microsoft Windows. 
Anunciado em 2010 durante o Tokyo Game Show, o jogo decorre numa realidade alternativa da série Devil May Cry. É focado no personagem Dante, na casa dos vinte anos, capaz de usar poderes sobrenaturais que se encontra sobre ataque de Limbo, uma cidade sensível e povoada por demônios. A re-imaginação da série Devil May Cry foi requisitada pela Capcom, resultando num videojogo feito de uma perspectiva Ocidental em contraste com os jogos antecedentes. A Capcom deu assistência à Ninja Theory na construção da jogabilidade para ficar reminiscente com os jogos anteriores.
Uma nova edição remasterizada do jogo intitulada DmC Devil May Cry: Definitive Edition, com uma versão melhorada que inclu inovos trajes e novos recursos de jogabilidade, como um sistema de mira manual, e com novos modos de jogo, e com todos os conteúdos adicionais para download, foi lançada em 10 de março de 2015 para PlayStation 4 e Xbox One. A versão Definitive Edition e a versão original para PC foram desenvolvidas pela QLOC.
A reacção inicial foi bastante negativa em resultado da descaracterização do Dante, apesar da imprensa especializada considerar tais afirmações exageradas. Não obstante, na altura do lançamento, foi muito bem recebido pelos críticos com os sites de críticas agregadas GameRankings e Metacritic a darem à versão PlayStation 3 85.78% e 86/100, à versão Xbox 360 85.61% e 86/100 e à versão para Windows 80.00% e 84/100, respectivamente. Os elogios focaram-se sobretudo nos gráficos, na jogabilidade, na história e no desenho dos níveis. As críticas foram mais dirigidas à longevidade do jogo e aos combates com os chefes, com as análises a fazerem notar que não são tão excitantes ou divertidas como o resto do jogo.

## Jogabilidade

Dante ataca um inimigo com a espada Rebellion. A palavra "Brutal!" qualifica o desempenho do jogador em combate.

Os jogadores assumem o papel de Dante enquanto ele usa os seus poderes e armas para lutar contra os inimigos e navegar no traiçoeiro Limbo. Igual aos jogos anteriores da série, Dante pode realizar combinações de golpes, atacando com a sua espada, Rebellion, e disparar com as suas pistolas gémeas, Ebony e Ivory. Novo na série são os modificadores de Dante, conhecido como Modo Anjo e Modo Diabo, que são ativados pressionando um dos botões de disparo.
Quando em Modo Anjo, a espada de ataque de Dante é a Osíris, uma arma tipo foice, enquanto no Modo Diabo, Dante usa a Arbiter, uma arma mais lenta mas também mais poderosa. Estes modos também alteram a mobilidade de Dante. Usando o Modo de Anjo permite a Dante puxar-se a si mesmo na direcção dos inimigos e vários pontos em cada nível, enquanto o Modo Diabo permite a Dante puxar os inimigos e objectos na direcção dele. Dante também é capaz de saltar sobre grandes buracos no modo de Anjo.
Todos estes movimentos podem ser utilizados em conjunto uns com os outros para executar combinações maciças, que são classificadas em estilo. Quanto mais tempo o jogador ataca sem ser repetitivo e evitando danos, o nível de estilo vai sendo classificado por letras. A letra(s) vão ficando preenchidas gradualmente, começa sem nenhum grau, torna-se "Dirty" depois de um pequeno número de ataques, em seguida, procede para "Cruel", "Brutal", "Anarchic", "Savage", "SSadistic", e o topo máximo em "SSSensational"; se Dante recebe danos, o ranking de estilo cai uns níveis. Cada letra é um multiplicador para os Pontos de Estilo ganhos em combinações. Quando é recolhida energia suficiente, que se obtém ao matar inimigos ou recebendo itens específicos, Dante pode activar o modo Devil Trigger, que desacelera o tempo em seu redor, o que lhe permite executar ataques mais elegantes. Como os jogos anteriores, Dante pode coleccionar vários tipos de almas que podem ser usadas para recuperar saúde, comprar itens e actualizar o conjunto de movimentos de Dante.
DmC também tem incluído o modo Bloody Palace. Editado depois do lançamento do jogo, sobre a forma de conteúdo transferível gratuito, em Bloody Palace os jogadores controlam Dante numa espécie de jogo de sobrevivência em cem níveis incluindo lutar contra os cinco novos chefes.

## Sinopse
O jogo decorre num universo paralelo da série Devil May Cry. Dante (voz de Tim Phillipps) e na sua viagem através da cidade fictícia de Limbo, uma cidade que aparentemente calma no início, mas que se transforma numa retorcida paródia de si mesma com demónios e outras monstruosidades, que como ela, frequentemente tentam matar Dante.
Durante a história, Dante conhece uma moça chamada Kat que o leva-o a conhecer o chefe da "The Order", uma organização vista pela imprensa como terrorista, que luta contra os demónios de Limbo. Vergil é o chefe da "The Order" e recruta Dante para lutar com ele. Enquanto luta contra os inimigos Dante descobre que é um Nefilim, filho de um anjo e de um demónio. Durante o jogo, Dante é perseguido por Mundus (interpretado nesta versão como um demónio de aparência humana com um complexo de Deus), que procura matar Dante.

### Enredo
A história se passa em Limbo City, uma cidade moderna secretamente controlado por demónios, manipulando a humanidade através dos confortos da vida, com os demónios a viverem num plano paralelo - o Limbo. Vivendo à margem da sociedade e fora da lavagem cerebral encontra-se Dante, um jovem em conflito com os demónios que constantemente tentam matá-lo, e as autoridades civis que os controlam. Dante é avisado por uma jovem chamada Kat que ele está em perigo. Depois de ter sido puxado para Limbo, Dante é guiado através do Bellevue Pier, no parque de diversões por Kat, que pode ver Limbo com os seus poderes psíquicos. Depois de voltar para a dimensão humana, Dante é convidado por Kat em voltar com ela e falar com o seu chefe.
Ao longo do caminho, Kat explica que ela faz parte de "A Ordem", uma organização vigilante liderada por Vergil, com a intenção de expor os demónios e libertar o mundo do seu controle. Vergil diz a Dante que, com a sua ajuda, a Ordem pode derrubar os demónios. Dante descobre que ele e Vergil são os filhos de Sparda e Eva. Vergil revela que Sparda e Eva foram demónio e anjo, respectivamente. Dante e Vergil são Nefilim capazes de matar o cruel rei demónio Mundus, ex-aliado de Sparda. Com medo das crianças Nefilim, Mundus atacou a família e matou Eva. Mundus também condena Sparda ao desterro e à tortura eterna, mas antes já Sparda tinha colocado os seus filhos em segurança, limpou suas memórias para sua própria protecção e deu a cada um uma espada (Rebellion para Dante, Yamato para Vergil). Dante resolve assim ajudar Vergil a derrubar Mundus e o seu regime.
Dante, com a ajuda de Kat, começa gradualmente a eliminar as operações de Mundus. Durante os estágios finais de sua campanha, Dante vê que a Ordem está a ser massacrada. Ele retorna e encontra Kat e Vergil vivos. Enquanto Vergil foge com seu irmão, Kat é brutalmente espancada e arrastada por tropas da SWAT. Na esperança de obter Kat volta, Dante sequestra a concubina do demónio Mundus, Lilith, que está grávida do seu filho. Ele se oferece para trocar, Lilith por Kat. No entanto, Vergil mata Lilith e o seu filho, desencadeando um tiroteio a partir do qual os três aliados escapam por pouco de um ataque enfurecido de Mundus a partir da sua fortaleza em Silverstack Towers. Kat, em recuperação dos ferimentos, diz-lhes de uma forma de entrar nas Torres, sede de Mundus. Dante e Vergil infiltram-se nas Torres e enfrentam Mundus, que está consumindo energia do Hellgate, um portal para o seu reino dentro de seu escritório. O rei demónio tenta matar Dante, mas Vergil, fecha o Hellgate e esfaqueia Mundus nas costas. Mundus constitui um novo corpo para si mesmo e ataca os irmãos novamente. Mundus é finalmente derrotado, e com ele o escudo que tornava os demónios invisíveis para o mundo dissolve-se, deixando os demónios visíveis para os seres humanos e fundindo o mundo humano e Limbo juntos.
Após a derrota de Mundus, Vergil revela as suas verdadeiras intenções: com Mundus desaparecido e sua família vingada, ele pretende governar a humanidade. Dante está consternado com a atitude insensível do irmão para os seres humanos e se opõe a ele. Antes de Dante matar Vergil, Kat implora para ele não o fazer. Dante não o mata e Vergil escapa. Diante de um mundo agora infestado de demónios, Dante questiona a sua própria identidade e Kat para conforta-lo diz-lhe que ele é "Dante, nada mais e nada menos."

#### Vergil's Downfall
No capítulo Vergil's Downfall a história segue Vergil depois deste escapar a Dante. Vergil encontra-se numa dimensão desconhecida, onde ele é guiado pela voz de Eva para "seguir em direcção à luz". Quando atinge a área da luz, é interrompido por ilusões de Kat e Dante, que o apunhala novamente. Vergil é salvo por uma versão oca de si mesmo e é transportado para uma área onde ele tem que lutar para curar suas feridas. Na sua jornada, acaba por matar as ilusões para curar suas feridas, e deixou Eva a chorar depois de descobrir no monstro em que ele tinha se tornado. Mais tarde derrota o seu homólogo e leva o seu amuleto para de seguida, regressar para o mundo real, onde se torna no novo Rei Demônio.

## Desenvolvimento
O jogo foi anunciado oficialmente pela Capcom numa conferência de imprensa durante a Tokyo Game Show em Setembro de 2010, confirmando um boato no início da edição de maio de 2010 pela Game Informer, que disse que DmC: Devil May Cry seria desenvolvido pela Ninja Theory. Um trailer do anúncio também foi lançado, dando aos jogadores um gosto pela nova direcção do jogo. O jogo usa o motor Unreal Engine 3.
Numa entrevista publicada no Kotaku, o produtor Alex Jones explicou que a Capcom tinha contactado a Ninja Theory por causa da boa impressão que o seu jogo Heavenly Sword tinha tido com o pessoal da Capcom. Jones afirmou que os executivos da Capcom tinham apreciado a forma como a Ninja Theory constrói jogos em torno dos personagens e não vice-versa: na entrevista, ele afirmou que "Fora de criar apenas uma arte incrível, a Ninja Theory realmente incorpora a narrativa nos seus jogos de uma forma que é relativamente sofisticada, os designers japoneses começam com um personagem e, em seguida, constroem o jogo fora dele".
O director criativo Tameem Antoniades afirmou que o sistema de combate de DmC deverá conter mecanismos que o distinguem de outros títulos anteriores da Platinum Games porque Hideki Kamiya, actualmente na Platinum Games, foi o criador de Devil May Cry. Jones afirmou que queria competir com a Platinum em termos de jogabilidade e narrativa. A ideia de uma cidade viva que deseja matar o jogador é um novo elemento nunca antes visto na série Devil May Cry. As acções da cidade de Limbo foram inspiradas pelos jogos anteriores de Devil May Cry cujas cenários eram fechados cada vez que Dante era cercado por inimigos.
Durante a E3 2011 a Ninja Theory apresentou um vídeo do jogo mostrando a jogabilidade, apontando que é "trabalho em progresso." Em Novembro de 2011, um outro de maior duração e arte conceptual foram revelados. Em Abril, durante o Captivate 2012, a Capcom revelou um novo vídeo de DmC, mostrando um Dante rebelde e com má atitude. O vídeo tinha algumas cenas cómicas, como as partes privada de Dante a serem tapadas por um taco de basebol e uma fatia de pizza. Em maio de 2012, a Capcom anunciou que esperava vender até ao fim desse ano fiscal 2 milhões de cópias de DmC: Devil May Cry.
Alex Jones, produtor da Capcom US, em entrevista ao site IGN disse que DmC não terá modo cooperativo por "razões meramente narrativas; como queremos contar a história de Dante e ter que jogar com outra pessoa nessa viagem acabaria por ter um impacto sobre a narrativa" porque "DmC é um tipo de jogo em que os jogadores querem todos os inimigos para si próprios por forma a aumentar o nível da personagem [...] por isso, se você for lutar com a pessoa com quem teoricamente está a cooperar, estaríamos assim a criar um conjunto de prioridades distorcidas."
O lançamento da versão PC foi adiado para que as versões de consola fossem editadas mais depressa. A Capcom designou a versão PC à QLOC, um estúdio polaco. No entanto, a Ninja Theory planeou lançar a versão PC logo depois das consolas, para que a diferença de tempo entre os dois lançamentos fosse o menor possível. Numa entrevista dada à Eurogamer durante a Tokyo Game Show em 2012, Alex Jones confirmou que Vergil não será uma personagem jogável e que a versão Windows de DmC correrá a 60fps. A música do jogo foi composta pelas bandas de música electrónica Noisia e Combichrist.

### Novo Dante e controvérsia
A recepção para o novo design de Dante e a direção nova da série foi em grande parte negativa.
O design original de Dante era para ser similar aos jogos anteriores da série, mas a Capcom pediu à equipa da Ninja Theory para ser completamente diferente. A Capcom revelou que sabiam que o novo aspecto de Dante iria ter impacto negativo, mas que mesmo assim iriam continuar em frente mesmo com isso em mente. O modelo final foi inspirado no filme The Dark Knight, como Tameem Antoniades da Ninja Theory comentou que desejavam fazer uma personagem realística. Numa entrevista publicada no blog especializada Kotaku, o produtor Alex Jones explicou que recebeu várias ameaças de morte sobre a forma de livros de banda desenhada e canções de heavy metal, devido a decisão controversa de dar um novo começo à série. Antoniades respondeu às críticas dizendo que que não iriam mudar porque é suposto caber dentro de configuração do jogo. Não obstante, Antoniades afirmou que a jogabilidade seria similar aos jogos anteriores.
Em Agosto de 2011, novas imagens revelaram que o projeto para Dante tinha sofrido alterações.

## Lançamento
DmC: Devil May Cry foi lançado na América do Norte e Europa a 15 de Janeiro de 2013 para PlayStation 3 e para Xbox 360 e a 25 de Janeiro de 2013 para Microsoft Windows. No Japão o jogo foi editado uns dias depois, a 17 de Janeiro de 2013. Uma demonstração de DmC: Devil May Cry ficou disponível no dia 20 de Novembro de 2012 na Xbox Live e 21 de Novembro de 2012 na PlayStation Network.
Os jogadores que fizeram a pré-reserva do jogo na Amazon receberam o pacote com o nome Bone Pack que permite aos jogadores transformar algumas armas de Dante em armas feitas a partir de ossos, e o pacote Character Perk que permite a Dante evoluir os seus equipamentos e as combinações mais rápido. Ao fazerem reserva na GameStop os jogadores receberam o Samurai Pack que transforma a caçadeira, a gadanha e o machado de Dante em armas com estilo Samurai, juntamente com três pontos bónus para evoluir as armas, as combinações ou comprar itens no início do jogo.
Em Novembro de 2012 a Capcom revelou Vergil's Downfall, o primeiro conteúdo transferível para DmC. A expansão, que ficou disponível a 5 de Março de 2013 depois do lançamento de DmC, permite jogar com Vergil e revelar o passado do irmão de Dante. Os jogadores que fizeram a pré-reserva de DmC receberam a expansão Vergil's Downfall gratuitamente, se foi feita na GameStop nos Estados Unidos, ou na EBGames no Canadá receberão juntamente com a expansão a Samurai Pack. Em Novembro de 2012 a Capcom anunciou a Devil May Cry: Son of Sparda Edition para Xbox 360 e PlayStation 3. A edição contém uma cópia do jogo, os pacotes Samurai Pack e Character Perk e uma réplica do colar usado por Dante.

### Definitive Edition
Em Dezembro de 2014 a Capcom anunciou que iria editar o jogo para PlayStation 4 e Xbox One. Foi editada a 10 de Março de 2015 com o nome DmC Devil May Cry: Definitive Edition e tem vários melhoramentos e novas características incluindo resolução em 1080p e frame rate de 60fps, jogabilidade balanceada, todo o conteúdo transferível disponível, o modo Bloody Palace para Vergil, o modo Turbo que aumenta a rapidez do jogo em 20%, o modo Hardcore desenhado para jogadores que querem um desafio clássico, o nível de dificuldade Gods Must Die, o modo Must Style em que os inimigos só recebem danos com se o rank de estilo estiver no ponto S ou superior, novos fatos, troféus actualizados e tabelas de lideranças online para alguns dos novos modos.

## Recepção

### Pré-lançamento
A recepção ao novo aspecto de Dante e à nova direcção que a série está a tomar foi sobretudo negativa. A 1UP e a GamesRadar referiram que tais críticas eram exageradas com o primeiro a achar a jogabilidade e o humor agradáveis e o segundo dando incentivo para o lançamento rápido do jogo. Muitos outros sites especializados listaram o jogo como um dos mais esperados de 2012 afirmando que apesar de toda a controvérsia que o jogo causou, é bastante prometedor, devido à apresentação e o facto de a jogabilidade ainda estar a ser testada.
Em Setembro de 2012 o produtor da Capcom US Alex Jones disse que algumas das reacções negativas acabaram por tornar-se positivas, mas aparentemente tal não parece ser verdade com muitos dos fãs a descartarem-se dessa afirmação.

### Recepção critica
DmC: Devil May Cry foi bem recebido pela crítica especializada com os agregadores de resenhas GameRankings e Metacritic a darem à versão de PlayStation 3 85.78% e 86/100, à versão de Xbox 360 85.61% e 86/100 e à versão para Windows 80.00% e 84/100, respectivamente. Os elogios focaram-se sobretudo nos gráficos, na jogabilidade, na história e no desenho dos níveis. As críticas foram mais dirigidas à longevidade do jogo e aos combates com os chefes, com as análises a fazerem notar que não são tão excitantes ou divertidas como o resto do jogo. DmC: Devil May Cry foi um dos títulos nomeados para o prémio BAFTA de ‘Melhor Jogo Britânico’.
A primeira análise ao jogo foi feita pela revista sueca LEVEL que deu ao jogo a pontuação de 9/10. A análise elogia os níveis muito variados e que as suas múltiplas transformações estão bem integradas na história que tem uma abordagem muito mais séria do que os jogos feitos pela Capcom. Também é referido que os controlos em DmC são "muito melhores" que os jogos anteriores. O crítico fez notar que os veteranos da série se sentirão em casa e que basicamente todas as mudanças foram para melhor.
A revista GamesMaster deu a pontuação 89% e diz que DmC é "ousado, brutal e brilhante" e que o novo ambiente moderno é uma mudança "refrescante". A análise também refere que os demónios são "visualmente gratificantes" mas que contudo as batalhas contra os chefes são um dos pontos fracos do jogo.
A revista britânica Xbox 360 Magazine deu a pontuação 9/10 elogiando a acção, a jogabilidade e a progressão da história mas também referiu que um dos pontos fracos do jogo são as batalhas de chefes.
Jose Otero da 1UP deu a classificação A a DmC chamando o jogo de "descarado, rápido e diabolicamente inteligente." A GamesRadar deu a pontuação de 4 em 5 estrelas e referiu que DmC tem como pontos fortes o "combate com muito estilo, os níveis de excelente qualidade e as missões de desafio" como pontos fracos a análise aponta "a pouca variedade de inimigos, as batalhas contra os chefes e a história."
A Game Informer deu a pontuação 9/10 e conclui dizendo "Tirando as últimas missões, a mecânica, a jogabilidade e os ambientes em Devil May Cry são exactamente aquilo que eu queria. Uma reinicialização é uma oportunidade de revitalizar uma série e a Ninja Theory fez isso com uma visão impressionante do universo DMC e com um alto nível de combate." A Destructoid também deu a pontuação 9/10 e diz que DmC é "um videojogo bonito, ousado, e extremamente agradável por direito próprio. Merece ser louvado."
A GameSpot deu a pontuação 8/10 e diz que o melhor de DmC é o sistema de combate, a variedade enorme de armas e inimigos, o desenho dos demónios, a voz dos actores e a forma como a série renasceu sem comprometer a sua essência. O crítico aponta que o pior do jogo são as batalhas dos chefes que "não são tão divertidas como o resto do combate" e que o final não é tão emocionante como o resto da história.
Mike Harradence da PlayStation Universe deu a nota 9/10 e refere como pontos fortes do jogo os combates dos chefes e a variedade de demónios, o "visual soberbo" e o sistema de combate que é "intuitivo e recompensador". A análise fez notar que como ponto fraco o jogo tem os níveis lineares. O editor conclui a análise dizendo "esquece toda a controvérsia em volta do novo aspecto de Dante. DmC é um dos videojogos de acção mais competentes desta geração."
A IGN diz que "DmC envia Dante para um mundo novo, melhor, mais completo, com um sistema de combate glorioso e com estilo suficiente para fazer o velho Dante orgulhoso. Isto é acção digital no seu melhor, mergulhada no sangue de anjos, temperada com pólvora, e decorada com o dedo do meio" e conclui dizendo que "DmC era o que a série Devil May Cry necessitava." A EGM deu 9.5/10 a DmC e diz que a "Ninja Theory entregou-nos a mais polida, refrescante, e memorável experiência hack-and-slash de recente memória." O The Telegraph deu a pontuação máxima (5/5) e conclui dizendo que a Ninja Theory "tem-nos mostrado que eles sabem fazer acção soberba, um belo diálogo e um estilo visual brilhante, tudo maravilhosamente coeso."
Aníbal Gonçalves da Eurogamer deu a pontuação 8/10 e diz na sua análise que o jogo "não é muito longo" concluindo que DmC tem "um combate acessível mas muito profundo e complicado de perfectibilizar, Devil May Cry acaba por ser um bom regresso, certamente divertido e com bastante replay value."
A Giant Bomb deu a nota máxima (5/5) e diz que "tudo neste jogo existe com o serviço de o fazer grande no seu próprio direito, não alimentando a sua nostalgia para os jogos que você jogou na última década. Como jogo de acção, toca em todos os pontos, com acção robusta, estilo visual maravilhoso e um tremendo sentido de atitude, que apenas querias neste tipo de jogo." Nick Cowen do The Guardian diz na sua análise que DmC é "o primeiro jogo que a Ninja Theory produz, onde pode-se dizer a mecânica é tão convincente quanto os visuais. Como Dante, DmC não é perfeito e é ocasionalmente frustrante, mas está sempre a chamar e a exigir a sua atenção. E possas, se não tem sempre estilo!" Jessica Conditt da Joystiq deu a pontuação 4.5/5 e elogiou muito a jogabilidade ao afirmar que DmC é "derrotar vagas de inimigos com estilo (e com sarcasmo), mecânica que não é chata e não se sente repetitiva [...] combater em DMC é sempre um prazer" e os gráficos chamou-os de "distorcidos mas no entanto são lindos locais de luta" e conclui dizendo que "DMC faz acção extraordinariamente bem e consegue fazer com que Dante seja o epíteto do "fixe", e é maravilhoso ver essa façanha em movimento. Outra vez e outra vez e outra vez mais.
A Kotaku elogiou muito o jogo e diz que o novo Dante é como "alguém com quem nos cruzamos nas ruas, mas a surpresa é que essa mudança funciona [...] O novo Devil May Cry afinal, não é do mundo dos mortos. Facto é que, para os fãs de acção, é um pedaço do céu". O crítico também elogiou muito o visual da cidade de Limbo que é "umas das melhores coisas do jogo porque deixa a Ninja Theory invocar realismo sem ter que ficar em dívida para com ele."

### Vendas
A Capcom esperava vender cerca de 2 milhões de cópias de DmC: Devil May Cry até ao final de Março de 2013; mais tarde, acabou por rever as previsões para 1.2 milhões de cópias. Em Março de 2014 já tinham sido vendidas 1.5 milhões de unidades, conseguindo com isso o estatuto de "Título Platina" da Capcom. A Capcom fez notar que o jogo não captou muito a atenção dos jogadores orientais acabando por vender menos que o antecessor, Devil May Cry 4. Também foram comentadas outras razões pelas más vendas da Capcom em 2013 incluindo "resposta demorada ao mercado digital," "insuficiente coordenação entre o marketing e as divisões de desenvolvimento de jogos em mercados estrangeiros,"várias polemicas e controversas negativas sobre a nova versão do Dante"," e um "declínio em qualidade devido ao outsourcing excessivo."

## Possível sequela
Foi revelado, que no dia 14 de Fevereiro de 2014, a Capcom tinha registrado uma nova marca para a série, levantando os rumores de uma possível sequela de DmC: Devil May Cry. Em 2018 foi revelado que o domínio registrado é de Devil May Cry 5, apresentado na E3 da Microsoft.